# Stephanie Koenig
Stephanie Koenig, född 1 september 1987 i Michigan, är en amerikansk skådespelare.
Koenig har bland annat medverkat i TV-serierna Lessons in Chemistry och Swedish Dicks. Hon har även medverkat i filmen A Spy Movie som hon även regisserat och skrivit manus till.

## Filmografi (i urval)
- 2014 – Into the Storm
- 2017–2018 – Swedish Dicks (TV-serie)
- 2021 – A Spy Movie
- 2023 – Lessons in Chemistry (TV-serie)